# کشش (زمین‌شناسی)

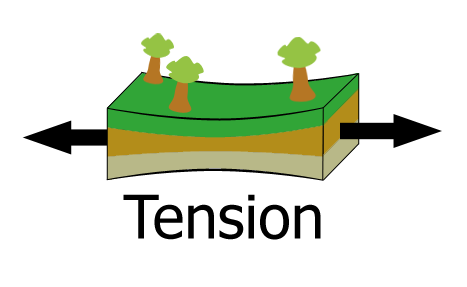
نمایش تنش زمین‌شناختی

کشش (انگلیسی: Tension) در زمین‌شناسی به نوعی از تنش گفته می‌شود که باعث کشیده‌شدن سنگ‌ها در جهت مخالف هم می‌شود. سنگ‌ها بر اثر کشش در جهت طولی کشیده‌تر و از نظر ضخامت در جهت عمودی، نازک‌تر می‌شوند. یکی از نتایج تنش کششی، درزه‌ای شدن سنگ‌هاست. با این وجود تنش کششی نادر است، زیرا تنش زیرسطحی به دلیل وزن مواد روبار بیشتر از نوع فشاری است.

## درزه‌ای شدن
تنش کششی باعث ایجاد درزه در سنگ‌ها می‌شود. درزه به نوعی شکستگی در سنگ‌ها گفته می‌شود که جابه‌جایی منجر به باز شدن شکستگی از جابه‌جایی طولی روی‌داده بزرگ‌تر است. درزه‌ها در جهت عمود بر تنش اصلی ایجاد می‌شوند، یعنی در جهت عمود بر تنش برشی به وجود می‌آیند.

## مرزهای واگرا
کشش زمین‌شناختی در مرز واگرای صفحه‌های زمین‌ساختی نیز یافت می‌شود. در این گونه مرزها، اتاقک ماگما باعث تشکیل پوسته اقیانوسی در زیر زمین شده و با گسترش بستر دریا، پوسته اقیانوسی جدیدی پدید می‌آورد. با گذشت زمان پوسته اقیانوسی در حال گسترش، سرد شده و با افزایش چگالی نسبت به محور پشته میانی اقیانوس بیشتر و بیشتر فرو می‌رود. پوسته اقیانوسی در حال سرد شدن و فرورفتن باعث ایجاد تنش کششی می‌شود که به دور شدن صفحه‌ها در محور پشته اقیانوسی کمک می‌کند.

## نوشتارهای وابسته
- فشارش (زمین‌شناسی)
- برش (زمین‌شناسی)